# Ivan Hudec
Ivan Hudec (ur. 10 lipca 1947 w Nitrze, zm. 7 lutego 2022 w Bratysławie) – słowacki polityk, pisarz i dramaturg.
Studiował medycynę, a w czasie studiów był współzałożycielem teatru studenckiego Divadlo u Rolanda. Po ukończeniu studiów pracował jako lekarz kolejno w Żylinie, Bratysławie i Czadcy, a następnie jako zastępca dyrektora sanatorium w Bratysławie.
Po roku 1989 zaczął zajmować się polityką. W latach 1992–1994 był posłem, a w latach 1994–1998 ministrem kultury Słowacji.